# (179) Clytemnestre
Pour l’article homonyme, voir Clytemnestre.
(179) Clytemnestre est un astéroïde de la ceinture principale découvert par James Craig Watson le 11 novembre 1877. Son nom fait référence à Clytemnestre, la femme d'Agamemnon dans la mythologie grecque.

## Compléments